# الدوري الجنوبي لكرة القدم 2011–12
الدوري الجنوبي لكرة القدم 2011–12 (بالإنجليزية: 2011–12 Southern Football League)‏ هو موسم من الدوري الجنوبي الممتاز في جمهورية أيرلندا. كان عدد الأندية المشاركة فيه 65، وفاز فيه Clevedon Town F.C. ‏.